# Août 1863

## Événements
- Canada : élection du Huitième parlement de la province du Canada. Antoine-Aimé Dorion devient premier ministre du Canada-Uni.

- 1er août, France : ouverture du pont ferroviaire de Pontoise, des raccordements d'Épluches et de Saint-Ouen-l'Aumône et des gares de Pontoise et de Saint-Ouen-l'Aumône par la Compagnie des chemins de fer du Nord avec quatre ans de retard.
- 3 août, France : ouverture de la section Niversac - Agen de la ligne de chemin de fer Limoges - Périgueux - Agen (Paris-Orléans).
- 11 août : Norodom Ier accepte le protectorat français sur le Cambodge. L’année suivante, le roi transfère la capitale à Phnom Penh.
  - Afin d’obtenir la renonciation du Siam à ses droits sur le Cambodge, la France lui abandonne les provinces de Battambang et de Siem Reap (récupérées en 1907).
- 14 août, France : ouverture de la section Clermont-l'Hérault - Lodève de la ligne de chemin de fer Vias - Lodève (Midi).
- 15 - 17 août (Japon) : comme le daimyô du Satsuma refuse de payer des dommages et intérêts pour les sujets britanniques assassinés sur ses terres, les Anglais commencent à bombarder Kagoshima. Leur escadre est dispersée par un typhon, mais le daimyô accepte finalement de payer l’amende et de punir les meurtriers.
  - La Cour impériale alliée aux clans seigneuriaux du Sud-ouest apparaît comme un recours national face à la faillite politique du shogounat qui fait expulser les troupes des fiefs pro-impériaux de Kyôto. Les batteries côtières de Choshu tirent sur les navires occidentaux (juin-juillet). En représailles, les forces anglo-américaines obligent le fief à payer une indemnité. Les navires occidentaux bombardent Shimonoseki (1864).
- 16 août : guerre de restauration en République dominicaine, qui est redevenu espagnole en 1861 (fin en 1865).
- Du 17 août au 1er septembre : François-Joseph Ier d'Autriche propose de resserrer les liens de la confédération germanique en créant un directoire exécutif composé de quatre membres (Prusse, Bavière et deux autres états) et présidé par l’Autriche. Il réunit à Francfort en août un congrès des princes ou Guillaume Ier de Prusse, poussé par Bismarck est volontairement absent. Le projet de réforme est enterré (1er septembre).
- 19 août : convention commerciale franco-marocaine.

## Naissances
- 1er août : Gaston Doumergue, président de la République française.
- 5 août : Hayakawa Senkichirō, homme politique et entrepreneur japonais († 14 octobre 1922).
- 21 août : Jules Destrée, homme politique belge († 2 janvier 1936).

## Décès
- 13 août : Eugène Delacroix (65 ans), peintre français, d’un cancer de la gorge.
- 22 août : Abraham Robinson McIlvaine, politicien américain (° 14 octobre 1804).